# Augraben (Altmühl, Gunzenhausen)
Der Augraben, teilweise auch Heckengraben genannt, ist ein Zufluss der Altmühl auf dem Gebiet der Stadt Gunzenhausen im mittelfränkischen Landkreis Weißenburg-Gunzenhausen. Er entwässert das rechte ufernahe und flache Überschwemmungsgebiet (Flussaue) des Flusses gegenüber dem geschlossenen Siedlungsbereich der Stadt Gunzenhausen auf der linken Altmühlseite.

## Verlauf
Er fließt auf einer Höhe von etwa 414 m ü. NHN an der Bundesstraße 13 östlich von Unterwurmbach und westlich von Gunzenhausen unweit der Scheupeleinsmühle aus dem Kleinen Wurmbach aus und zieht sich auf etwa 1,6 Kilometern Länge in südlicher Richtung parallel zur Altmühl durch die weite und flache Offenlandschaft der breiten Altmühltalaue. Das Gewässer nimmt wenig nordöstlich von Aha auf einer Höhe von 412 m ü. NHN von rechts den hier etwa doppelt so langen und viel höher entspringenden Merzelfeldgraben auf und mündet keine 200 Meter weiter in eine Altarmschlinge der Altmühl.
Der Augraben verliert, wie auch die parallel verlaufende Altmühl, auf seinem Weg von etwa 1,6 Kilometern bis zur Mündung nur rund zwei Meter an Höhe, weswegen das Wasser sehr langsam abfließt. Nach starken Regenfällen wird daher die umgebende Auenlandschaft von den Wassermassen der Altmühl überschwemmt.

### BayernAtlas („BA“)
Amtliche Online-Gewässerkarte mit passendem Ausschnitt und den hier benutzten Layern: Lauf und Einzugsgebiet des Augrabens

Allgemeiner Einstieg ohne Voreinstellungen und Layer: BayernAtlas der Bayerischen Staatsregierung (Hinweise)
1. 1 2  Höhe abgefragt auf dem Hintergrundlayer Amtliche Karte (Rechtsklick).
2. ↑  Länge abgemessen auf dem Hintergrundlayer Amtliche Karte.
3. ↑  Einzugsgebiet abgemessen auf dem Hintergrundlayer Amtliche Karte.

### Andere
1. ↑  Franz Tichy: Geographische Landesaufnahme: Die naturräumlichen Einheiten auf Blatt 163 Nürnberg. Bundesanstalt für Landeskunde, Bad Godesberg 1973. → Online-Karte (PDF; 4,0 MB).